# Viktor Pinkava
Viktor Pinkava (21. července 1868 Litovel – 1. října 1951 Nový Jičín) byl český katolický kněz a moravský historik.

## Život
Narodil se v Litovli-Olomouckém předměstí č. 34, v rodině obchodníka s moukou Antonína Pinkavy (1838–1927) a jeho manželky Terezie, rozené Svobodové (1835–1906). Rodiče měli třináct dětí, z nichž tři zemřely předčasně. Německou základní školu (Volksschule) vychodil v Litovli, pokračoval v letech 1879–1880 na studiu na nižším německém gymnáziu v Olomouci. Vyšší gymnázium vystudoval v České Třebové, kde maturoval v roce 1888. Dva roky studoval filozofii a teologii ve Vídni, další dva roky studoval teologii a na bohoslovecké fakultě v Litoměřicích. Vysvěcen byl 17. července 1892.
Od roku 1892 působil jako kooperátor v Jablonném v Podještědí, v roce 1900, byl zde již uváděn jako kaplan; téhož se stal členem Vlasteneckého spolku musejního v Olomouci, do jehož časopisu přispíval odbornými články. Jako kaplan byl přemísťován na různé fary litoměřického biskupství, např. v roce 1894 byl ustanoven z Hodkovic za kaplana ve Světci. V roce 1903 byl kaplanem ve Velelibech.
Od rou 1908 byl 15 let farářem v Čermné u Podmokel (Leukersdorf), odkud v roce 1923 odešel do důchodu a vrátil se do rodné Litovle. Národní listy informovaly o této události zprávou:
„... Náš horlivý spolupracovník pan Viktor Pinkava, který byl do konce července tohoto roku farářem v Čermné u Podmokel, než musel i se stařičkým otcem a sestrou, odejíti na nátlak konsistoře do pense, po 31 letech služby duchovní v územích smíšených obdržel pensi měsíčně 600 Kč. Nehledíme-li ani ke mnoha spisům jeho o dějinách měst moravských, už jeho duchovní služba zasluhovala více uznání. Církev mu ji dala - vyobcováním.“
V důchodu v Litovli se věnoval badatelské činnosti a vydával svá díla. Je zde také pohřben.

## Dílo
Mezi stěžejní publikace Viktora Pinkavy patří místopisná monografie Litovelský okres, vydaná roku 1903 jako jeden ze svazků Vlastivědy moravské, v níž podal statistický přehled tehdejšího litovelského okresu. Na publikaci spolupracoval s dalším významným litovelským vlastivědným pracovníkem a pozdějším starostou města Janem Smyčkou. Svůj způsob práce okomentoval v nepublikovaném spisku Prameny dějin okresu litovelského, z nějž vysvítá, že při psaní využíval též údaje z široce distribuovaných dotazníků.

V historických studiích věnoval mj. pozornost soužití českého a německého obyvatelstva (zejména na Moravě) a postupného vytlačování Čechů Němci. O severomoravských obcích a původu jejich obyvatel uvedl: 
| „                                    | ...nejzuřivějšími Němci jsou potomci české krve, tech Žváčků, Černých, Smitalů a j., jimiž se česky i německy psané urbáře těchto vsí jen hemží... | “ |
| — In: Lidové noviny, 11.1.1923, s. 7 | |   |

Některé vědecké závěry Viktora Pinkavy byly později zpochybňovány, např. životopisné údaje sv. Zdislavy z Lemberka, které se pokoušel sestavit. Stejně tak byl vyvracen jeho názor, že slovanský Velehrad stál v místech dnešní Olomouce.

### Příspěvky do časopisů
Jeho výsledky historického bádání otiskovaly Litovelské noviny, Selská stráž, Časopis Matice Moravské, Časopis Vlasteneckého spolku musejního v Olomouci, Časopis katolického duchovenstva aj.

### Knižní vydání
- Geschichte der Stadt Gabel und des Schlosses Lämberg in Böhmen (Dějiny města Jablonné v Podještědí a hradu Lemberk v Čechách, Jablonec v Podještědí, nákladem vlastním, 1897)
- Vlastivěda moravská. II, Místopis Moravy. Díl V místopisu, Olomoucký kraj. Čís. 39, Litovelský okres (V Brně, Musejní spolek, 1903)
- Die Burgen Mährens. I, Die Burg Busau (Moravské hrady I., Hrad Bouzov, ilustrace Karel Liebscher a V. Král, Olomouc, nákladem vlastním, 1905)
- Hrad Búzov (Ilustrace Karel Liebscher a V. Král, fotografie J. Planitz, Olomouc, R Promberger, 1905)
- Vlastivěda moravská II, Místopis Moravy. Díl I , Olomoucký kraj. Č. 78 a 56, Unčovský a Rýmařovský okres, V Brně, Musejní spolek, 1922)
- Vznik a rozvoj královských měst na Moravě (Brno, nákladem vlastním, 1922)
- Jubilejní živnostensko-průmyslová, hospodářská a školská výstava v Litovli od 1. do 16. srpna 1925 (Litovel, Výkonný výstavní výbor, 1925)
- Die Deutschordensburg Busau in Mähren (Hrad Řádu německých rytířů Bouzov na Moravě, Kroměříž/Kremsier nákladem vlastním, 1926)
- Le château de l’ordre Teutonique à Búzov en Moravie; Les cavernes de stalactites à Mladeč au Nord du Kras moravien (Hrad Řádu německých rytířů Bouzov na Moravě; Stalaktitové jeskyně v Mladeči na severu Moravského krasu, Kroměříž, Společnost musea v Litovli)
- Hrady, zámky a tvrze moravské (V Brně, Turistický Obzor, 1927)
- Studie a materiálie k dějinám Velkomoravské říše. Svazek I (Litovel, nákladem vlastním, 1933)

### Ocenění díla
- K jedenasedmdesátým narozeninám vydal Vlastivědný věstník moravský životopis a soupis Pinkavova díla[2]
- Pětasedmdesátin Viktora Pinkavy si povšimly Lidové noviny, které 20. 7. 1943 referovaly o jeho historickém díle[11]
- Literární pozůstalost Viktora Pinkavy (přípravný materiál k vlastivědným a historickým pracím) je uložena ve Státním okresním archivu Olomouc[12]